# Giorgio Jan
Giorgio Jan, noto anche come Georg Jan (Vienna, 21 dicembre 1791 – Milano, 8 maggio 1866), è stato un entomologo, zoologo e botanico italiano di origine ungherese.
Dopo aver svolto il ruolo di assistente presso l'Università di Vienna, nel 1817 ottenne la cattedra di professore di botanica presso l'Università degli Studi di Parma, diventando direttore dell'Orto botanico. A quel tempo il Ducato di Parma, secondo le decisioni del Congresso di Vienna dopo la sconfitta di Napoleone a Waterloo, era governato da Maria Luigia d'Austria. Arricchì l'orto botanico di numerose specie provenienti dall'Italia e dall'estero.
Nel 1837 morì Giuseppe De Cristoforis, lasciando in eredità alla città di Milano la sua collezione e rendendo possibile la creazione di un museo di storia naturale, per la direzione del quale fu chiamato Giorgio Jan, che vi contribuì anche con la propria collezione personale. 
Alle collezioni del nascente museo contribuì anche il malacologo Carlo Porro (naturalista) con la donazione delle proprie collezioni
Il Museo Civico di Storia Naturale di Milano fu aperto l'anno seguente ed è il più vecchio museo di storia naturale d'Italia. Jan divenne direttore nel 1842 e nel 1857 assunse Ferdinando Sordelli (1837-1916), un artista e naturalista, che illustrò le sue pubblicazioni.
Il principale interesse di Jan fu la botanica, ma raccolse anche una grande collezione di reperti di storia naturale, comprendente fossili e minerali. Con Giuseppe de Cristoforis pubblicò numerosi cataloghi di esemplari. In questi cataloghi venivano descritte nuove specie di insetti e molluschi.
Nel campo dell'erpetologia gli viene accreditata la scoperta di 85 nuove specie di serpenti.

In suo onore alcuni serpenti portano il suo nome nella nomenclatura scientifica, tra cui un serpente notturno del Texas, Hypsiglena torquata jani, e il Pituophis deppei jani, diffuso negli Stati Uniti meridionali e in Messico.
Negli anni '60 del 1800 iniziò a scrivere l'opera "Iconographie Générale des Ophidiens", una collezione di scritti scientifici riguardanti i serpenti, ma morì prima di aver completato il lavoro. L'opera fu completata e pubblicata da Sordelli.